# Gleicheniales
Gleicheniales är en ordning av ormbunkar. Gleicheniales ingår i klassen Polypodiopsida, fylumet kärlväxter och riket Plantae. Enligt Catalogue of Life omfattar ordningen Gleicheniales 166 arter. 
Kladogram enligt Catalogue of Life:
| Gleicheniales | \| \| Dipteridaceae \| \| \| \| \| \| Gleicheniaceae \| \| \| \| \| \| Matoniaceae \| \| \| \| |
|               | \| \| Dipteridaceae \| \| \| \| \| \| Gleicheniaceae \| \| \| \| \| \| Matoniaceae \| \| \| \| |
|               | Cyatheales                                                                                     |
|               |                                                                                                |
|               | Hymenophyllales                                                                                |
|               |                                                                                                |
|               | Osmundales                                                                                     |
|               |                                                                                                |
|               | Polypodiales                                                                                   |
|               |                                                                                                |
|               | Salviniales                                                                                    |
|               |                                                                                                |
|               | Schizaeales                                                                                    |
|               |                                                                                                |
|               | Dipteridaceae                                                                                  |
|               |                                                                                                |
|               | Gleicheniaceae                                                                                 |
|               |                                                                                                |
|               | Matoniaceae                                                                                    |
|               |                                                                                                |

|  | Dipteridaceae  |
|  |                |
|  | Gleicheniaceae |
|  |                |
|  | Matoniaceae    |
|  |                |

## Bildgalleri

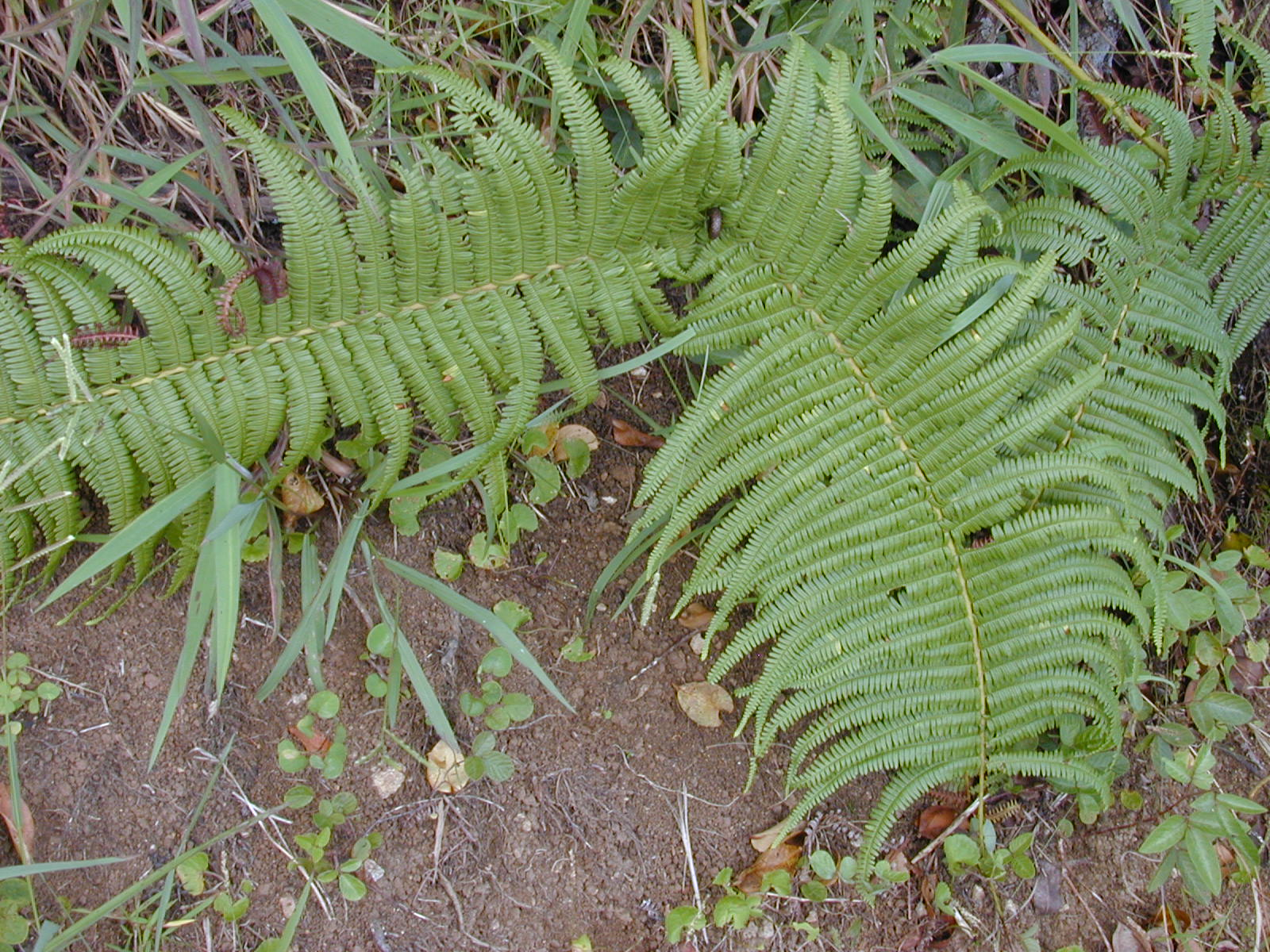
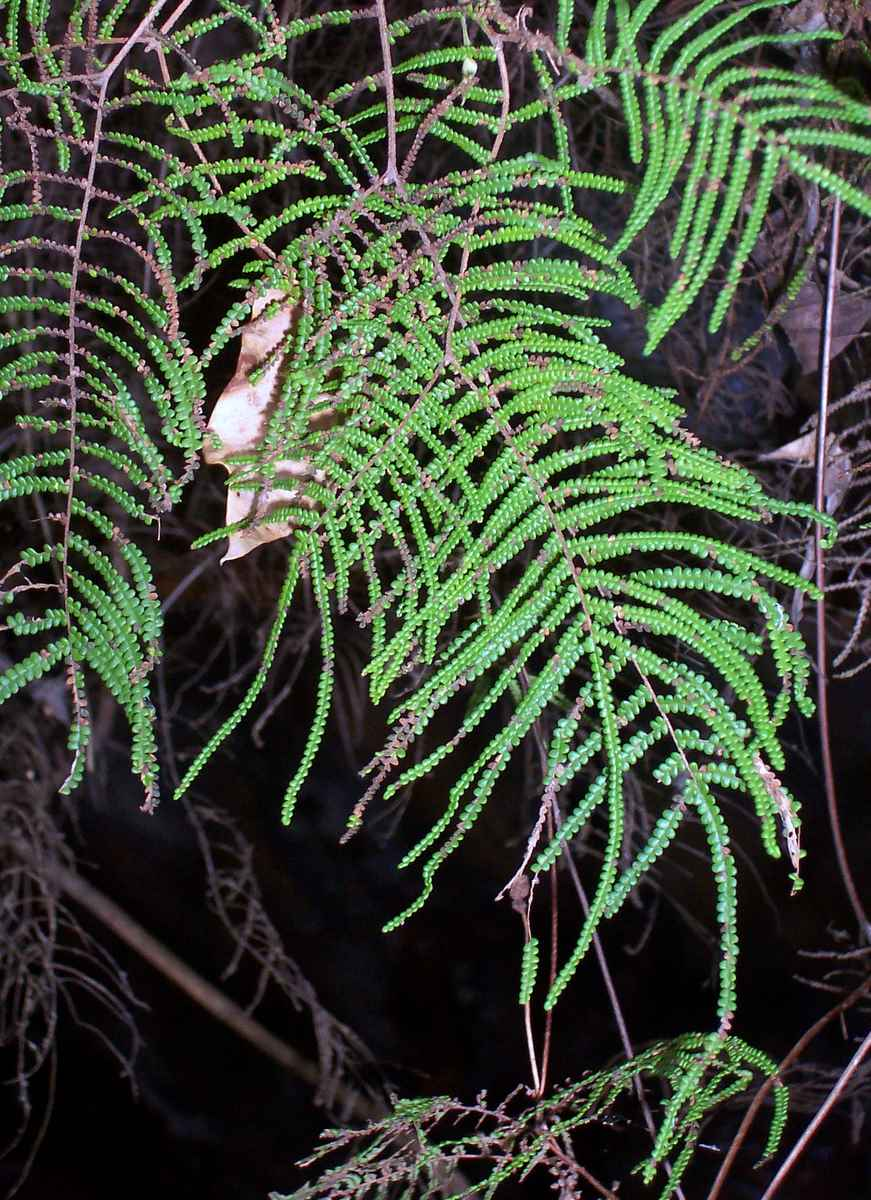
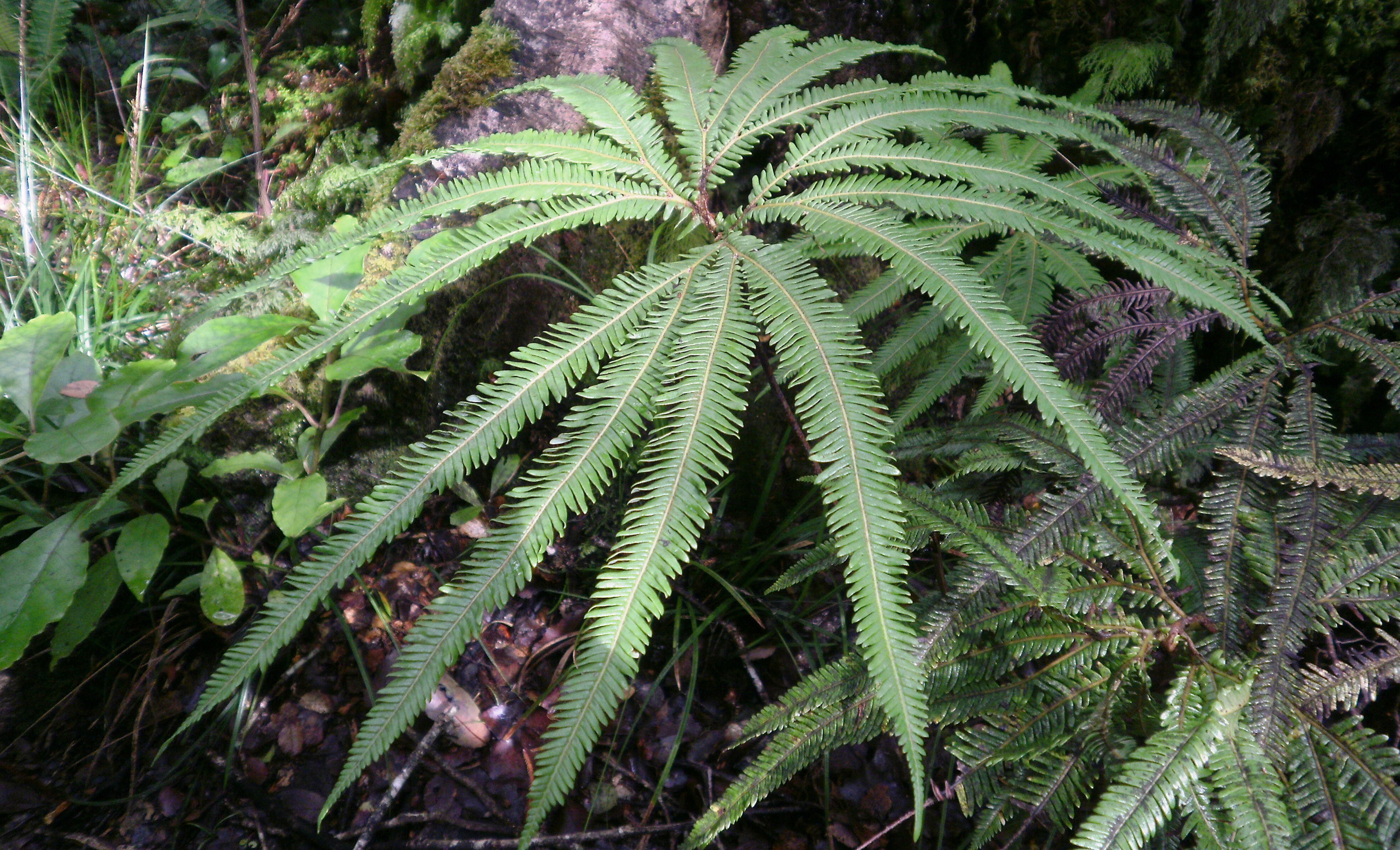
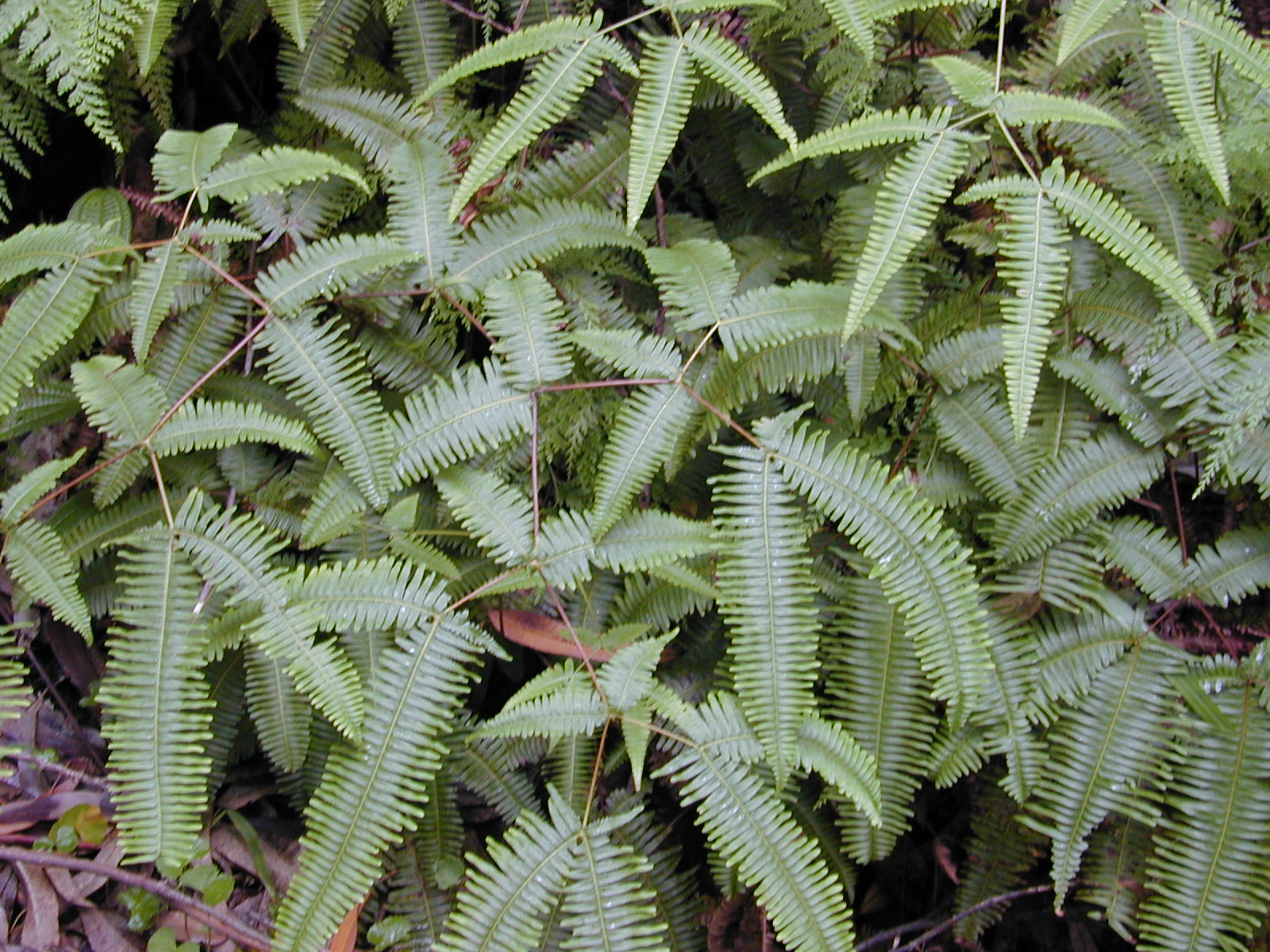